# Philippe d'Orléans (1396-1420)
Pour les articles homonymes, voir Philippe d'Orléans.
Titre
Comte de Vertus
– 1er septembre 1420
Philippe d'Orléans (1396-1420), comte de Vertus, est un prince français de la maison de Valois

## Biographie
Fils de Louis Ier d'Orléans et de Valentine Visconti. Le 15 avril 1410 par la ligue de Gien il adhéra au parti Armagnac. Lors de la paix d'Auxerre (22 août 1412) il fut décidé que Philippe d'Orléans serait uni à Catherine, une des filles de Jean sans Peur, duc de Bourgogne mais ce mariage ne fut jamais célébré. Il sert dans l'armée du roi Charles VI, contre les Bourguignons et les Anglais, l'accompagne en Picardie et en Artois (1414). Lorsque son frère Charles est pris (1415), il conduit toutes ses affaires et soutient sa querelle, ayant la confiance du dauphin. Il est établi en 1418 chef et lieutenant général du roi en l'armée qui assiège et prend Parthenay en Poitou. Il accompagne encore le dauphin Charles (futur Charles VII) et son armée en Poitou et Berry, chargé de la garde des pays situés entre Seine et Loire. 
Il aide Blanche de Roucy, comtesse de Vendôme, à administrer le comté durant la captivité en angleterre du comte son mari, Louis de Bourbon.

Philippe d'Orléans, comte de Vertus meurt à l'âge de vingt-quatre ans sans être marié, donc sans postérité. Sa mort subite porta un dur coup à la cause du dauphin Charles dont il était l'un des meilleurs soutiens.
Il laissa un fils naturel nommé : Philippe bâtard de Vertus, rentre au service de son oncle le duc Charles d'Orléans dès 1436, fut gouverneur de Blois, il se trouve au siège de Montereau occupé par les anglais, Nommé gouverneur de Coucy par le roi Charles VII de France en 1443; meurt des mains du bourreau avant le 18 juillet 1445 sans postérité (une famille "de Vertus" s'est dite issue de ce bâtard, mais rien ne permet d'affirmer cette thèse). Son origine reste obscure.
Selon une légende Camille Claudel le sculpteur et son frère le poète Paul Claudel descendraient d'un bâtard de Philippe d'Orléans, comte de Vertus qu'il aurait conçu dans ses terres de Champagne,,.